# Sandra Farmer
Sandra Farmer (Kingston, Jamaica, 18 de agosto de 1962) es una ex-atleta estadounidense de origen jamaicano, especializada en la prueba de 400 m vallas en la que llegó a ser subcampeona mundial en 1993.

## Carrera deportiva
En el Mundial de Stuttgart 1993 ganó la medalla de plata en los 400 metros vallas, con un tiempo de 52.79 segundos que fue récord de América, llegando a meta tras la británica Sally Gunnell (oro con 52.74 segundos que fue récord del mundo) y por delante de la rusa Margarita Ponomaryova.